# 愛知電気鉄道電1形電車
愛知電気鉄道電1形電車（あいちでんきてつどうでん1がたでんしゃ）は、愛知電気鉄道が同社路線の開業に際して1912年（明治45年）に導入した、4輪単車構造の電車（制御電動車）である。
本項では、同形の付随車である附1形（ふ1がた）、および翌1913年（大正2年）に導入された電1形の改良型である電2形の両形式についても併せて記述する。

## 沿革

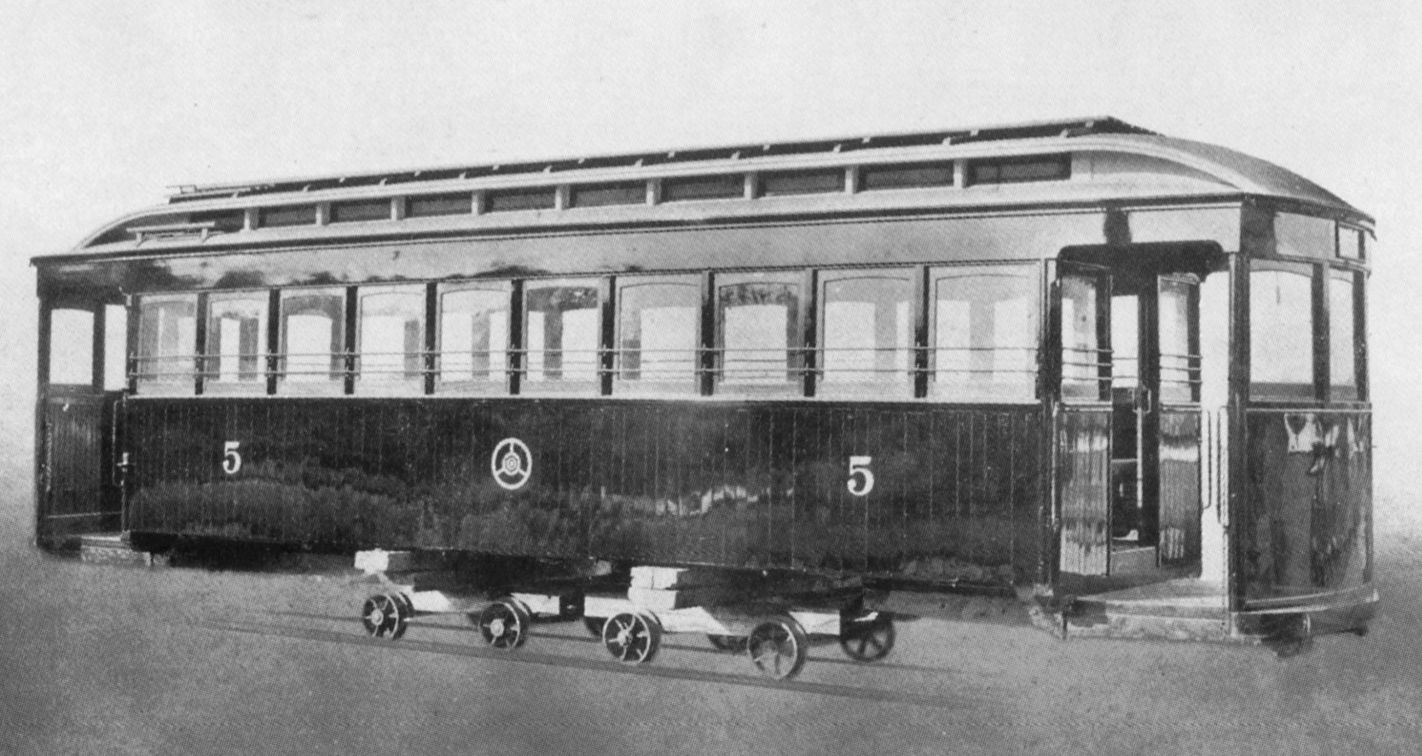
電1形の車体

1910年（明治43年）11月に発足した愛知電気鉄道（愛電）は、同年9月に敷設免許を取得済であった熱田町新宮坂より常滑町へ至る鉄道路線（後の愛電常滑線、現・名鉄常滑線に相当）の建設に着手、1912年（明治45年）2月の伝馬町 - 大野町間23.3 kmの開通をもって営業を開始した。
この路線開通に際して、電1形1 - 8の8両が日本車輌製造にて新製された。電1形は全長10 m級の4輪単車としては大型の車体を備え、車体前後の乗降口をオープンデッキ構造とした木造単車である。制御器はウェスティングハウス・エレクトリック (WH) 製の直接制御器を採用、主電動機はブリティッシュ・ウェスティングハウス・エレクトリック (BWH) 製の定格出力50 PSのものを1両あたり2基搭載し、台車はマウンテン・ギブソン (MG) 製のラジアル台車を装着する。制動装置は手ブレーキのみで、空気ブレーキの装備はない。連結器はピンリンク式連結器を採用、前後妻面下部に装着する。
さらに、開業後の業績好調を受けて、1912年（明治45年）内に附1形4両が増備された。同4両の車両番号は9 - 12と、電1形1 - 8の続番が付与された。附1形は電1形と同じく日本車輌製造にて新製され、動力装置や運転機器を持たないトレーラー（付随車）である点を除いて、電1形とほぼ同形の木造オープンデッキ構造の4輪単車である。

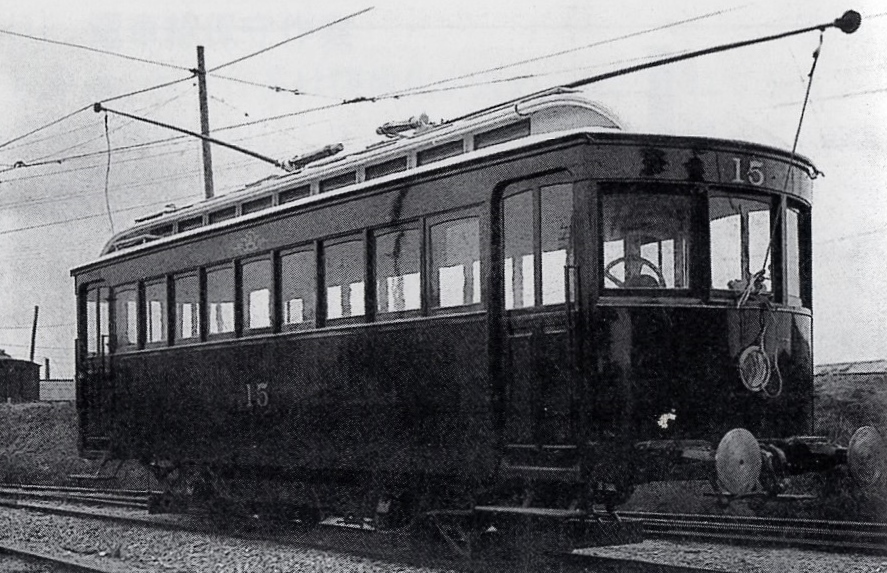
電2形15

次いで、1913年（大正2年）3月の大野町 - 常滑間5.2 kmの延伸開通に伴い、同年7月に電2形6両が名古屋電車製作所にて新製された。主要機器の仕様は電1形に準じているが、乗降口の構造がオープンデッキ構造から車体側面に客用扉を備える密閉構造に設計変更され、また連結器をピンリンク式連結器から螺旋連結器に変更した点が異なる。連結器の仕様変更は国有鉄道との貨物連絡運輸を念頭に、貨車牽引の目的で行われたもので、電1形・附1形についても1914年（大正3年）に螺旋連結器へ一斉交換された。
電2形の車両番号は13 - 18と、電1形以来の通し番号が付与された。また、1919年（大正8年）には附1形19・20の2両が自社工場にて新製された。

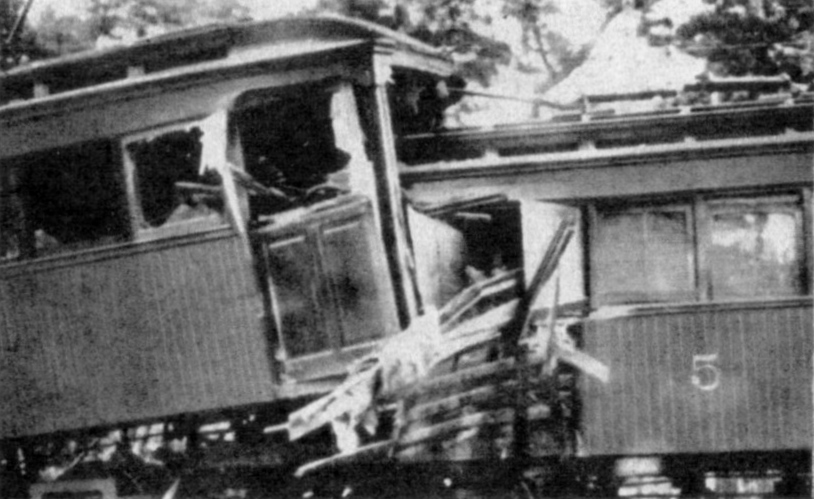
電1形5と電2形15による正面衝突事故

電1形5、および電2形15の2両は、1919年（大正8年）10月に常滑線日長 - 新舞子間にて発生した正面衝突事故の当該車両となった。当該車両2両がいずれも車番末尾「5」の車両であったことから、1920年（大正9年）10月に電1形5の電装品を19に転用した際に一斉改番し附随客車は60番台とし電動客車は1より車番末尾「5」を欠番とした通し番号となった。以降愛電において車番末尾「5」は忌み数として後継の各形式においても欠番扱いとされ、一切用いられなくなった。
これら延べ20両が導入された4輪単車各形式は、より大型の車体を備える2軸ボギー車各形式の導入に伴って大正年間末期より淘汰が開始された。電1形・附1形は1923年（大正13年）までに、電2形は1932年（昭和7年）までにそれぞれ形式消滅し、愛電における旅客用4輪単車は全廃となった。
このうち、電1形2両が石川鉄道へ、附1形1両が法勝寺鉄道へ、電2形が黒部鉄道と法勝寺鉄道へ各1両ずつ、それぞれ譲渡された。また、電1形（番号は不明）のモーターは木造電動貨車デカ350形に再利用されている。

## 改番表
- 出典：『名古屋鉄道車両史 上巻』pp.62-64

| 旧番号   | 新番号   | 備考                                                     |
| -------- | -------- | -------------------------------------------------------- |
| 電1形 1  | 電1形 1  | 1921年石川鉄道へ。                                       |
| 電1形 2  | 電1形 2  | 1921年石川鉄道へ。                                       |
| 電1形 3  | 電1形 3  |                                                          |
| 電1形 4  | 電1形 4  |                                                          |
| 電1形 5  | 附1形 61 | 1920年附随車化（電装品は19号へ）。                       |
| 電1形 6  | 電1形 6  |                                                          |
| 電1形 7  | 電1形 7  |                                                          |
| 電1形 8  | 電1形 8  | 1923年使用中止。                                         |
| 附1形 9  | 附1形 62 |                                                          |
| 附1形 10 | 附1形 63 |                                                          |
| 附1形 11 | 附1形 64 | 1924年法勝寺鉄道へ。                                     |
| 附1形 12 | 附1形 66 |                                                          |
| 電2形 13 | 電2形 13 |                                                          |
| 電2形 14 | 電2形 14 |                                                          |
| 電2形 15 | 電2形 12 | 1924年法勝寺鉄道へ。                                     |
| 電2形 16 | 電2形 16 | 1922年黒部鉄道へ。                                       |
| 電2形 17 | 電2形 11 | 1924年法勝寺鉄道へ。                                     |
| 電2形 18 | 電2形 10 |                                                          |
| 附1形 19 | 電2形 9  | 1920年電動車化（電装品は5号より）。1924年法勝寺鉄道へ。  |
| 附1形 20 | 附1形 67 |                                                          |
| イロ310  | 68       | 国鉄から譲り受けた一等・二等合造客車。1923年駄知鉄道へ。 |
| イロ311  | 69       | 国鉄から譲り受けた一等・二等合造客車。1923年駄知鉄道へ。 |